# Friedrich Revertera
Friedrich hrabě Revertera de Salandra (Friedrich Karl Maria Graf Revertera von Salandra) (21. ledna 1827, Lvov, Halič – 28. dubna 1904, Brixen, Tyrolsko) byl rakousko-uherský diplomat ze šlechtické rodiny španělského původu. Po krátké službě v armádě a státní správě působil od roku 1850 v diplomacii. V letech 1864–1868 byl velvyslancem v Rusku, poté se věnoval správě statků a regionální politice v Horních Rakousích. Později se vrátil k diplomacii a v letech 1888–1901 byl velvyslancem ve Vatikánu. Od roku 1885 byl členem rakouské Panské sněmovny.

## Životopis
Pocházel ze španělského šlechtického rodu usazeného od 18. století v Itálii a nakonec v Rakousku, byl jediným synem c.k. majora a pražského rodáka hraběte Antona Mathiase Revertery (1785–1867). Vystudoval práva na univerzitě ve Vídni a poté byl úředníkem zemské vlády v Dolních Rakousích, v revolučních letech 1848–1849 krátce sloužil v armádě, byl účastníkem bojů v Itálii a Uhrách. V roce 1850 vstoupil do diplomatických služeb Rakouského císařství a zastával nižší posty v Mnichově, Berlíně, Stuttgartu, Stockholmu a Paříži. V letech 1859–1863 byl velvyslaneckým radou v Petrohradě a po dánsko-německé válce v roce 1864 byl krátce administrátorem ve Šlesvicku. V červenci 1864 byl jmenován rakouským velvyslancem v Rusku, kde setrval čtyři roky do dubna 1868. Na funkci rezignoval kvůli sporům s ministerským předsedou Beustem.
Po návratu z Ruska se věnoval správě statků v Horních Rakousích, které v roce 1867 zdědil po otci a v roce 1869 byl krátce poslancem hornorakouského zemského sněmu. Na ministerstvu zahraničí byl od roku 1868 veden ve stavu disponibility a v roce 1876 byl penzionován. V roce 1885 byl jmenován doživotním členem rakouské panské sněmovny, nakonec se ještě vrátil do diplomatických služeb a v letech 1888–1901 byl rakousko-uherským velvyslancem ve Vatikánu. Byl též c.k. tajným radou (1868) a komořím (1856). Za zásluhy obdržel velkokříž Leopoldova řádu (1894) a velkokříž Řádu sv. Štěpána (1901), byl též čestným rytířem Maltézského řádu a nositelem papežského Řádu sv. Řehoře.
Během diplomatické mise v Rusku se v roce 1863 oženil s hraběnkou Jelizavetou Nikolajevnou Buturlinovou (1843–1899) z významné ruské šlechtické rodiny. Jejím otcem byl majitel rozsáhlých statků poblíž Moskvy a ruský generálporučík Nikolaj Alexandrovič Buturlin (1801–1867), který s dceřiným sňatkem nesouhlasil. Z jejich manželství se narodil syn Nikolaus Revertera (1866–1951), který se prosadil za první světové války jako diplomat a důvěrník císaře Karla I. Dcera Marie Terezie (1864–1933) byla manželkou uherského šlechtice hraběte Emanuela Széchényiho (1858–1927), ministra uherské vlády.